# Elecciones generales de Granada de 1962
Las elecciones generales de Granada de 1962 tuvieron lugar el 13 de septiembre del mencionado año con el objetivo de restablecer el Consejo Legislativo de la entonces colonia británica de Granada luego de su suspensión el 19 de junio por parte del Administrador James Monteith Lloyd. Se renovaron los diez escaños del Consejo por medio de escrutinio mayoritario uninominal. Se trató de los quintos comicios que tenían lugar en Granada desde la instauración del sufragio universal, y los últimos antes de que Granada gozara de autogobierno pleno al convertirse en un «Estado Libre Asociado» con el Reino Unido en marzo de 1967.
Estos comicios tuvieron lugar luego de una serie de controversias financieras que condujeron a la administración británica a derrocar al Ministro Principal Eric Gairy, del Partido Laborista Unido de Granada (GULP) y suspender el Consejo Legislativo que había sido elegido tan solo un año atrás. Buscando deponer a Gairy (considerado demasiado radical), el gobierno británico respaldó una intensa campaña mediática en su contra, acusándolo de corrupción, e instigó la unificación de las fuerzas opositoras en el conservador Partido Nacional de Granada (GNP), liderado por Herbert Blaize. La elección fue convocada rápidamente para impedir una reorganización efectiva del partido de Gairy. De este modo, Blaize fue reelegido en su circunscripción en Carriacou y Pequeña Martinica sin oposición luego de que el GULP no pudiera presentar un candidato contra él, lo que permanece hasta la fecha como la primera y única ocasión desde que se instaló el sufragio universal en Granada en que un candidato ha resultado electo sin oposición.
La publicidad negativa que rodeó la destitución de Gairy provocó una caída significativa del apoyo al GULP, lo que resultó en que el GNP lograra una estrecha victoria con un 53,73% de los votos y ganara cinco de las nueve circunscripciones disputadas contra un 45,98% y cuatro del GULP. Un candidato independiente compitió en Saint John y obtuvo 61 votos, lo que representó el 0,29% restante de los sufragios válidos. La participación fue del 72,60% del electorado registrado, aunque el aumento de la participación se debió más bien a la disminución del número de electores registrados.
Finalizado el proceso electoral, la autoridad colonial restableció la limitada autonomía del territorio y Herbert Blaize fue juramentado el 15 de septiembre para un segundo mandato como premier de Granada.

## Antecedentes
Las elecciones generales de 1961 fueron los primeros comicios en Granada desde la instauración en 1960 de un gabinete ejecutivo semiautónomo encabezado por «Ministro Principal», responsable ante el Consejo Legislativo de la colonia, y resultaron en un aplastante triunfo para el Partido Laborista Unido de Granada (GULP), liderado por el dirigente sindical Eric Gairy. Gairy, que había encabezado las huelgas que provocaron la instauración del sufragio universal en la colonia en 1951, logró derrocar del poder a la coalición conservadora presidida por su principal rival, Herbert Blaize, del Partido Nacional de Granada (GNP). El GULP ganó ocho escaños, mientras que el GNP obtuvo dos, en Ciudad de Saint George y Carriacou y Pequeña Martinica (ocupado este último por el propio Blaize). Debido a que Gairy enfrentaba una inhabilitación para ocupar cargos públicos impuesta por la administración del gobernador James Monteith Lloyd, George E. D. Clyne (dirigente del GULP elegido como parlamentario en Saint George North) asumió como Ministro Principal durante tres meses hasta que la inhabilitación fue retirada. Joshua Thorne dimitió como parlamentario por la circunscripción de Saint George South y Gairy compitió en la elección parcial resultante, resultando electo por amplia mayoría y asumiendo finalmente la jefatura del gobierno autónomo de la colonia.
El nuevo gobierno duró tan solo diez meses. Si bien Gairy asumió con un fuerte respaldo entre los sectores rurales empobrecidos de la isla que habían convertido al GULP en el partido más grande de Granada, enfrentaba la abierta oposición por parte de la administración colonial británica, que lo consideraba por entonces un elemento radical contrario a sus intereses. Asimismo, nada más asumir, Gairy comenzó a intentar concentrar el poder en sus manos y lanzó lo que sus detractores denunciaron como una ofensiva contra la administración pública. Las denuncias de corrupción en el partido gobernante comenzaron a las pocas semanas de asumir la nueva administración, y Gairy respondió con purgas internas que debilitaron su base de apoyo. En abril de 1962, la gobernación de Lloyd conformó una comisión para estudiar las denuncias de corrupción contra el gobierno de Gairy. El 8 de mayo de 1962, la comisión emitió el «Squandermania Report» en el que se detallaban prácticas como la asignación de contratos inflados a aliados cercanos de Gairy, pagos excesivos por tierras y compras gubernamentales irregulares. Aunque Gairy denunció el informe como un intento de afectarlo políticamente, la publicación del reporte dañó su credibilidad. El 19 de junio, aprovechando el clima político, Lloyd declaró un estado de excepción, suspendió la constitución y removió a Gairy de su cargo. En el mismo acto, disolvió el Consejo y convocó a elecciones para septiembre.

## Sistema electoral
| Mapa                   | Circunscripción               | Parlamentarios (1961) | Parlamentarios (1961) | Parlamentarios (1961) |
| ---------------------- | ----------------------------- | --------------------- | --------------------- | --------------------- |
|                        | Carriacou y Pequeña Martinica | Herbert Blaize        |                       | GNP                   |
| Saint Andrew North     | Allen Williams                |                       | GULP                  |                       |
| Saint Andrew South     | David Sylvester               |                       | GULP                  |                       |
| Saint David            | Cynthia Gairy                 |                       | GULP                  |                       |
| Ciudad de Saint George | Edward Mitchell               |                       | GNP                   |                       |
| Saint George North     | George E. D. Clyne            |                       | GULP                  |                       |
| Saint George South     | Eric Gairy                    |                       | GULP                  |                       |
| Saint John             | Herbert Preudhomme            |                       | GULP                  |                       |
| Saint Mark             | Albert Forsythe               |                       | GULP                  |                       |
| Saint Patrick          | Ralph Williams                |                       | GULP                  |                       |

Las elecciones se realizaron bajo la Ley de Representación del Pueblo de 1958. Bajo las normativas constitucionales y el marco legal vigente, Granada era una colonia del Imperio británico con un sistema de gobierno que preveía una autonomía limitada y un modelo de monarquía parlamentaria basado en el sistema Westminster. El Consejo Legislativo operaba como Parlamento unicameral del territorio y estaba compuesto por diez escaños elegidos por medio de escrutinio mayoritario uninominal. A efectos de las elecciones, la isla principal de Granada se dividió en nueve circunscripciones basadas en las parroquias de la isla, con la excepción de Saint George y Saint Andrew, que fueron divididas en dos, y la Ciudad de Saint George, que tenía una circunscripción separada. La dependencia compuesta por las islas de Carriacou y Pequeña Martinica constituía una décima circunscripción. Cada una de estas circunscripciones elegía un miembro del Parlamento a simple mayoría de votos, para un mandato máximo de cinco años. En base a la composición parlamentaria se conformaría un gabinete autónomo encabezado por un premier, el cual era designado por el Gobernador de Granada de entre los parlamentarios electos, escogiendo al líder del partido mayoritario del Consejo o en su defecto al parlamentario que considerara que podría gozar de la confianza del Consejo.
Todos los ciudadanos mayores de edad debidamente inscriptos en el Registro Electoral tenían derecho a voto, el cual era voluntario. De cara a la organización electoral, el Gobernador de Granada designaría un Supervisor de Elecciones, cuyas funciones serían asegurar la imparcialidad del proceso y organizar la administración electoral. El Supervisor nombraba oficiales electorales, incluidos supervisores y oficiales de retorno, para cada una de las circunscripciones. Se organizaría entonces el proceso de nominación de candidatos. Los requisitos para ser candidato eran cumplir con ciertas disposiciones de residencia legal en la colonia y no estar condenados por ningún delito. Para ser nominado, un candidato debía demostrar contar con el apoyo por escrito de al menos seis electores registrados en la circunscripción que pretendía disputar, y debía entregar las firmas junto con un depósito monetario de 120 libras esterlinas. Para retener su depósito, el candidato debía resultar electo, superar una octava parte de los votos válidamente emitidos en la circunscripción o retirarse antes de las elecciones de acuerdo con la ley. En caso contrario, el depósito sería entregado al Estado. En caso de que solo un candidato se presentara en la circunscripción y cumpliera los requisitos, se le declararía automáticamente electo sin oposición.

## Partidos y candidaturas
La nominación de candidatos tuvo lugar el 25 de agosto de 1962, en las diferentes oficinas designadas por el Supervisor de Elecciones en cada circunscripción. El Partido Nacional de Granada de Herbert Blaize y el Partido Laborista Unido de Granada de Eric Gairy fueron los únicos partidos que disputaron la elección. En la circunscripción de Carriacou y Pequeña Martinica, compuesta por la dependencia insular de la colonia y distrito electoral de Blaize, el GULP no pudo reunir las firmas para presentar un candidato y, en consecuencia, Blaize fue declarado reelecto sin oposición al término del día de la nominación, un evento que no tenía precedentes en la historia electoral de la colonia y que hasta la fecha no ha vuelto a repetirse. En Saint John, el parlamentario Herbert Preudhomme (del GULP) buscó la reelección y enfrentó la competencia de McDonald Welsh del GNP y del candidato independiente Clarence Ferguson, lo que lo convirtió en la única circunscripción con más de dos candidatos (y la última ocasión hasta 1984 en la que hubo más de dos candidatos en una circunscripción). Fuera de estas dos excepciones, las otras ocho circunscripciones vieron una competencia bipartidista entre el GULP y el GNP.
| Circunscripción               | GULP               | GNP                 | Independientes    |
| ----------------------------- | ------------------ | ------------------- | ----------------- |
| Carriacou y Pequeña Martinica |                    | Herbert Blaize      |                   |
| Saint Andrew North            | Allen Williams     | Lewis Thomas        |                   |
| Saint Andrew South            | David Sylvester    | Ralph Bohla         |                   |
| Saint David                   | Cynthia Gairy      | Cyril Hypolite      |                   |
| Ciudad de Saint George        | Michael Mark       | Edward Mitchell     |                   |
| Saint George North            | Elfreda James      | Leonard Purcell     |                   |
| Saint George South            | Eric Gairy         | Anthony Cruickshank |                   |
| Saint John                    | Herbert Preudhomme | McDonald Welsh      | Clarence Ferguson |
| Saint Mark                    | Albert Forsythe    | Walter Duncan       |                   |
| Saint Patrick                 | Robert Moses       | William Copland     |                   |

## Resultados

### Nivel general
|  | 53.73 % |

|  | 45.98 % |

|  | 0.29 % |

|  | 91.53 % |

|  | 8.47 % |

|  | 100.00 % |

|  | 72.60 % |

### Resultados por circunscripción
|  | 0.00 % |

|  | 51.59 % |

|  | 48.41 % |

|  | 92.66 % |

|  | 7.34 % |

|  | 100.00 % |

|  | 69.63 % |

|  | 59.94 % |

|  | 40.06 % |

|  | 72.81 % |

|  | 27.19 % |

|  | 100.00 % |

|  | 76.47 % |

|  | 53.59 % |

|  | 46.41 % |

|  | 95.48 % |

|  | 4.52 % |

|  | 100.00 % |

|  | 66.66 % |

|  | 70.72 % |

|  | 28.28 % |

|  | 100.00 % |

|  | 4.52 % |

|  | 100.00 % |

|  | 73.72 % |

|  | 52.25 % |

|  | 47.75 % |

|  | 95.93 % |

|  | 4.07 % |

|  | 100.00 % |

|  | 78.59 % |

|  | 55.56 % |

|  | 44.44 % |

|  | 97.36 % |

|  | 2.64 % |

|  | 100.00 % |

|  | 66.97 % |

|  | 49.50 % |

|  | 47.43 % |

|  | 3.07 % |

|  | 94.30 % |

|  | 5.70 % |

|  | 100.00 % |

|  | 69.50 % |

|  | 56.44 % |

|  | 43.56 % |

|  | 87.18 % |

|  | 12.82 % |

|  | 100.00 % |

|  | 79.60 % |

|  | 62.18 % |

|  | 37.82 % |

|  | 96.20 % |

|  | 3.80 % |

|  | 100.00 % |

|  | 74.34 % |